# Paul Burke (Autor)
Paul Burke (* 1962) ist ein britischer Werbetexter und Schriftsteller.

## Leben und Schaffen
Paul Burke war zunächst Fahrer bei Abbott Mead Vickers, bevor er als Texter bei ebendieser Werbeagentur sowie bei Young & Rubicam, JWT und BMP erfolgreich wurde. Er gestaltete u. a. Kampagnen für Barclays, Volkswagen, PG Tips und Kitkat. Er spezialisierte sich dabei auf Radiowerbung, für die er vielfach mit Preisen ausgezeichnet wurde. Im Jahr 2003 gründete er seine eigene Produktionsgesellschaft.
Sein erster Roman erschien 2002, drei weitere folgten bis 2007. Father Frank und The Man Who Fell in Love With His Wife haben denselben Protagonisten, den katholischen Priester Frank Dempsey. Dieser ist Atheist und jobbt als Taxifahrer. Dabei lernt er Sarah kennen, gibt sein Priesteramt auf und gründet eine Familie mit ihr. Untorn Tickets ist ein Bildungsroman über zwei Jugendliche im Notting Hill der späten 1970er Jahre. The Life of Reilly handelt von Sean Reilly, der nach Jahren der Ehe eine neue Romanze sucht.
Zudem schrieb Burke für The Guardian und The Sunday Times, arbeitete bei diversen Radiosendern und war als DJ tätig.

## Werke
- 2002: Father Frank (dt.: Der Scheinheilige, ISBN 3404152956)
- 2003: Untorn Tickets (dt.: Umsonst ist nur das Leben, ISBN 3404154827)
- 2004: The Man Who Fell in Love With His Wife (dt.: Der Mann, der sich in seine Frau verliebte, ISBN 3404156455)
- 2007: The Life of Reilly (dt.: Die guten Jahre sind vorbei, ISBN 3404158458)